# Герб Харпа
Герб муниципального образования посёлок Харп Ямало-Ненецкого автономного округа Тюменской области Российской Федерации.
Герб утверждён Решением № 31Собрания депутатов поселка Харп 26 апреля 2011 года.
Герб внесён в Государственный геральдический регистр Российской Федерации с присвоением регистрационного номера 7205.

## Описание герба
«В лазоревом поле с лазоревой волнистой оконечностью, тонко завершённой серебром и обременённой таковым же хариусом, под образованной серебряными иглами волнистой узкой главой — зелёное с серебряными вершинами трёхгорье, обременённое двумя камнями того же металла (один подле другого)».

## Символика герба
Название посёлка Харп, расположенного за Полярным кругом на границе тундры и Северного Урала, переводится с хантского как «Северное сияние». Старожилы посёлка уверяют, что в момент своего основания и некоторое время после посёлок и станция на железнодорожной ветке Сейда — Лабытнанги так и назывался — Северное Сияние. Составленная из серебристых иголок волнистая глава герба — аллегория Северного сияния, которое гласно отражает название посёлка.
Посёлок находится в живописном месте, в географической зоне называемой Полярным Уралом, в окружении гор, на берегу речки под названием Собь (на гербе поселения река символически отражена лазурью, отделённой от зелёного поля серебряной волной). Жители посёлка называют эти места Северной Швейцарией за красоту местной природы.
Композиция герба символизирует красоту здешних мест, яркий ковёр летней тундры, лазурь ясного неба, цвет многочисленных озёр, протоков и рек и красоту Северного сияния.
Два серебряных камня — символ природных богатств Приуральского района, символ реализации проекта «Урал Промышленный — Урал Полярный», связанный с освоением Бованенского месторождения и хромитовых месторождений Райизского массива. Камень — символ прочности, стабильности, основательности, непреклонности и величественности.
Хариус — рыба семейства лососёвых. Хариус живёт в холодных и быстро текущих речках и вместе с форелью составляет основные виды рыб полярного Урала. Особенностью хариуса является способность существования только в экологически чистой воде.
Построение фигур герба, выраженное в выстроенном в единый ряд порядке чисел 1, 2, 3, 4 (одна рыба, два камня, три горы, четыре полуволны сияния) — символизирует развитие и устремлённость в будущее.
Лазурь — символ чести, благородства, духовности и возвышенных устремлений.
Зелёный цвет символизирует весну, здоровье, природу, молодость и надежду.
Серебро — символ чистоты, ясности, открытости, божественной мудрости, примирения.
Герб разработан Союзом геральдистов России.
Авторы герба: идея герба — Константин Мочёнов (Химки); художник и компьютерный дизайн — Оксана Афанасьева (Москва); обоснование символики — Вячеслав Мишин (Химки).